# 布日德利奇納

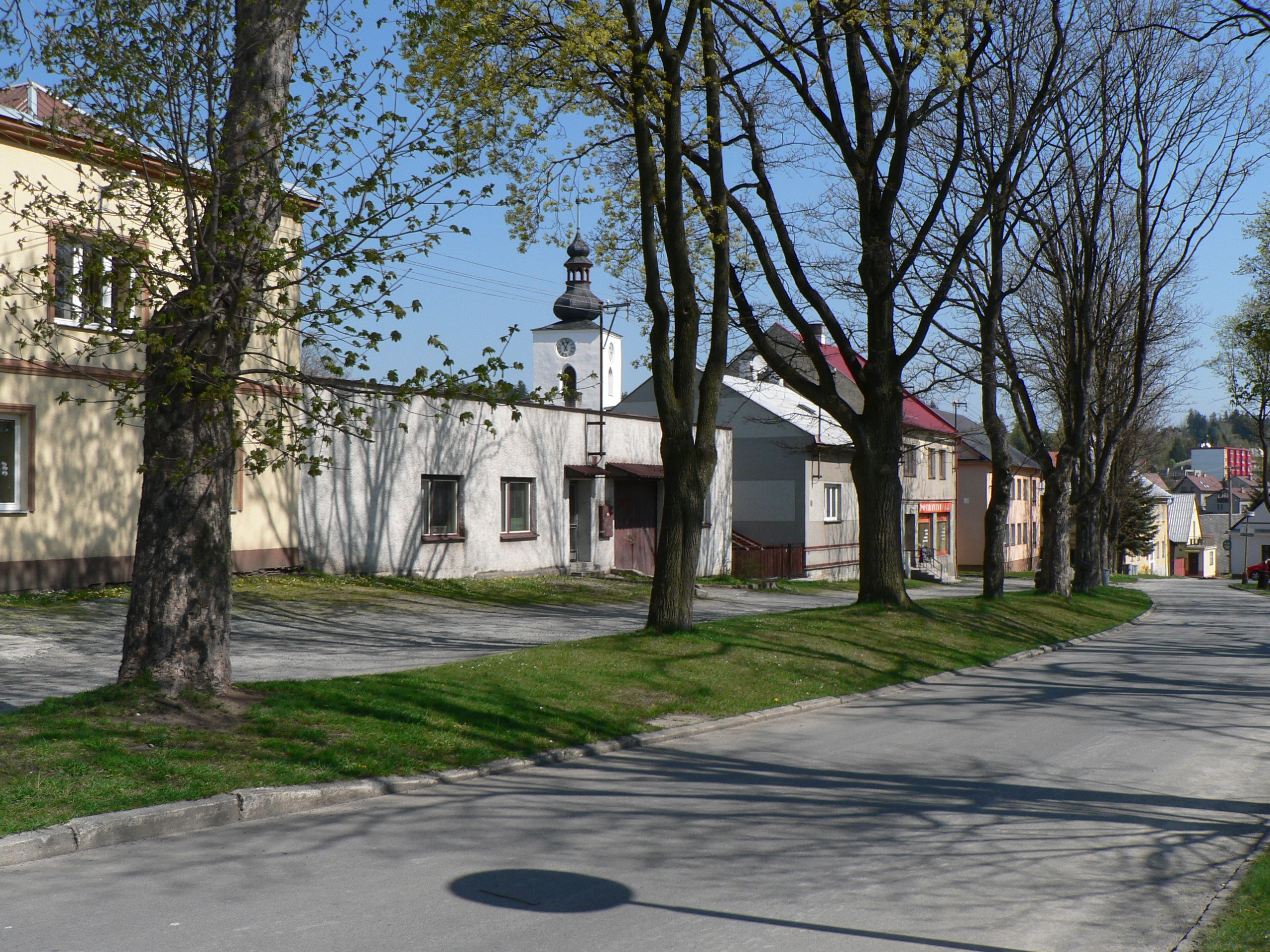

布日德利奇納是捷克的城鎮，位於該國東北部，距離布倫塔爾12公里，由摩拉維亞-西利西亞州負責管轄，面積25.77平方公里，海拔高度535米，2011年人口3,536。

## 外部連結
- （捷克文） Official website （页面存档备份，存于）
- Cultural and Sport Ezine of Bridlicna - czech （页面存档备份，存于）